# Center Ossipee (Nuevo Hampshire)
Center Ossipee es un lugar designado por el censo ubicado en el condado de Carroll en el estado estadounidense de Nuevo Hampshire. En el Censo de 2010 tenía una población de 561 habitantes y una densidad poblacional de 227,29 personas por km².

## Geografía
Center Ossipee se encuentra ubicado en las coordenadas 43°45′16″N 71°9′5″O / 43.75444, -71.15139. Según la Oficina del Censo de los Estados Unidos, Center Ossipee tiene una superficie total de 2.47 km², de la cual 2.47 km² corresponden a tierra firme y (0%) 0 km² es agua.

## Demografía
Según el censo de 2010, había 561 personas residiendo en Center Ossipee. La densidad de población era de 227,29 hab./km². De los 561 habitantes, Center Ossipee estaba compuesto por el 96.79% blancos, el 0.36% eran afroamericanos, el 0.71% eran amerindios, el 1.07% eran asiáticos, el 0% eran isleños del Pacífico, el 0% eran de otras razas y el 1.07% pertenecían a dos o más razas. Del total de la población el 0.53% eran hispanos o latinos de cualquier raza.